# Грей, Нора
Нора Нильсон Грей (англ. Norah Neilson Gray; 16 июня 1882, Хеленсборо — 27 мая 1931, Глазго) — шотландская художница-портретистка, член группы «Глазго гёрлс».

## Жизнь и творчество
Н. Н. Грей родилась в семье судовладельца. Была одной из семи детей. В 1901 году семья Норы переезжает в Глазго, в 1901—1905 годы она учится в Школе искусств Глазго у Жана Дельвиля и Фра Ньюбери. После окончания Школы художница преподаёт рисование и дизайн в школе городка Килмакольм. В 1910 году она открывает в Глазго свою собственную художественную мастерскую. Н. Грей неоднократно выставляет свои работы в Королевской академии художеств и в Королевском институте изящных искусств Глазго, а также в Парижских салонах; затем организует свою первую персональную выставку в Глазго.
Во время Первой мировой войны Н. Грей работала медсестрой во Франции. После возвращения на родину продолжает заниматься живописью, пишет в первую очередь портреты. В 1921 году она становится первой женщиной-художницей, призванной Королевским институтом изобразительного искусства Глазго в рабочую комиссию, отбиравшую произведения искусства для ежегодных выставок. Несмотря на то, что в конце 1920-х годов заболела раком, художница продолжала рисовать и выставляться в Лондоне, Париже и в Шотландии до самой своей смерти в 1931 году.
Н. Н. Грей была одной из талантливейших британских художниц начала XX столетия. Она входила в группу молодых мастериц Глазго гёрлс — наряду с Фрэнсис Макдональд Макнейл, Маргарет Макдональд Макинтош и Элизабет Макникол — девушками, которые, как и Грей, учились в Школе искусств Глазго. Грей рисует преимущественно портреты масляными красками, а также акварели. Особенно хороши её изображения молодых женщин и детей. Под влиянием увиденного во время Первой мировой войны художница обращается к реалистической манере живописи (Беженец из Бельгии (1915)).

## Галерея

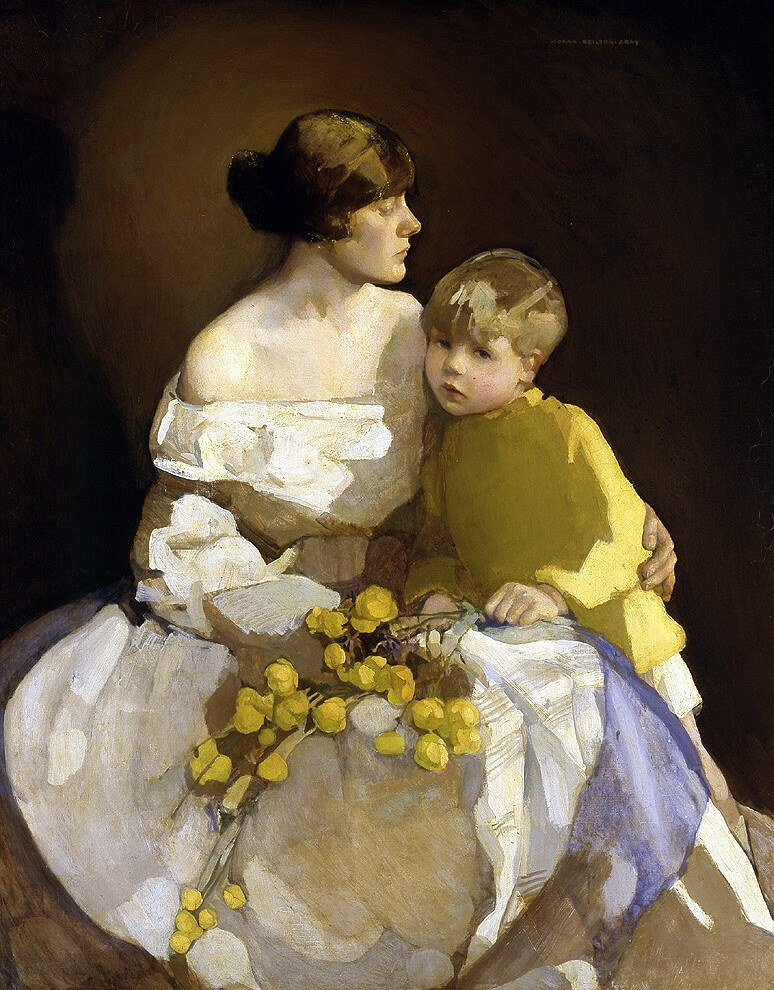
Младший брат (1921)
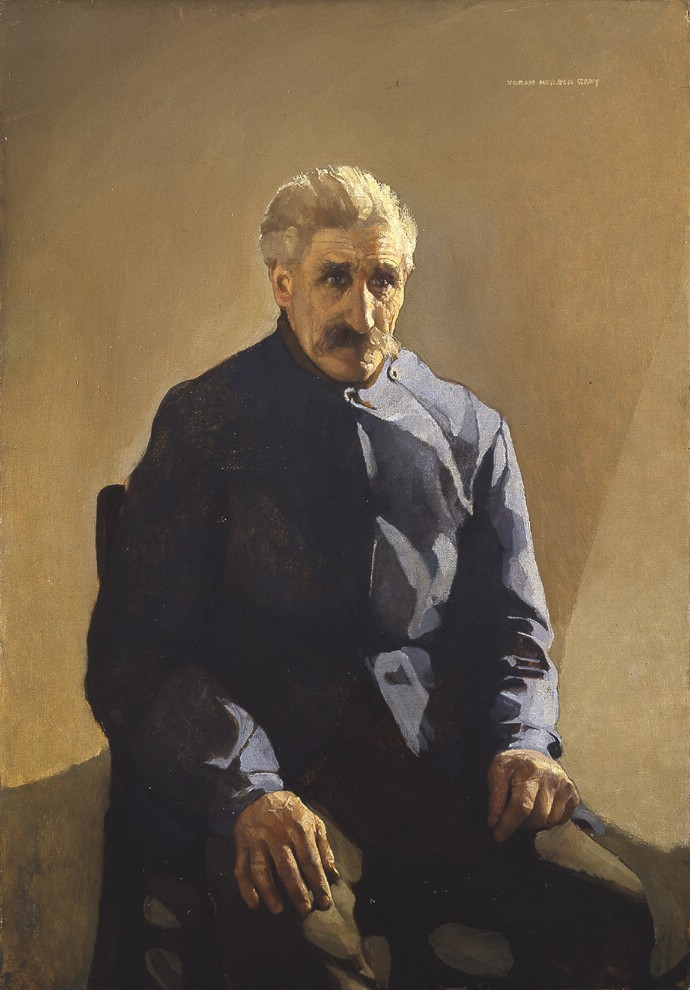
Беженец из Бельгии (1915)
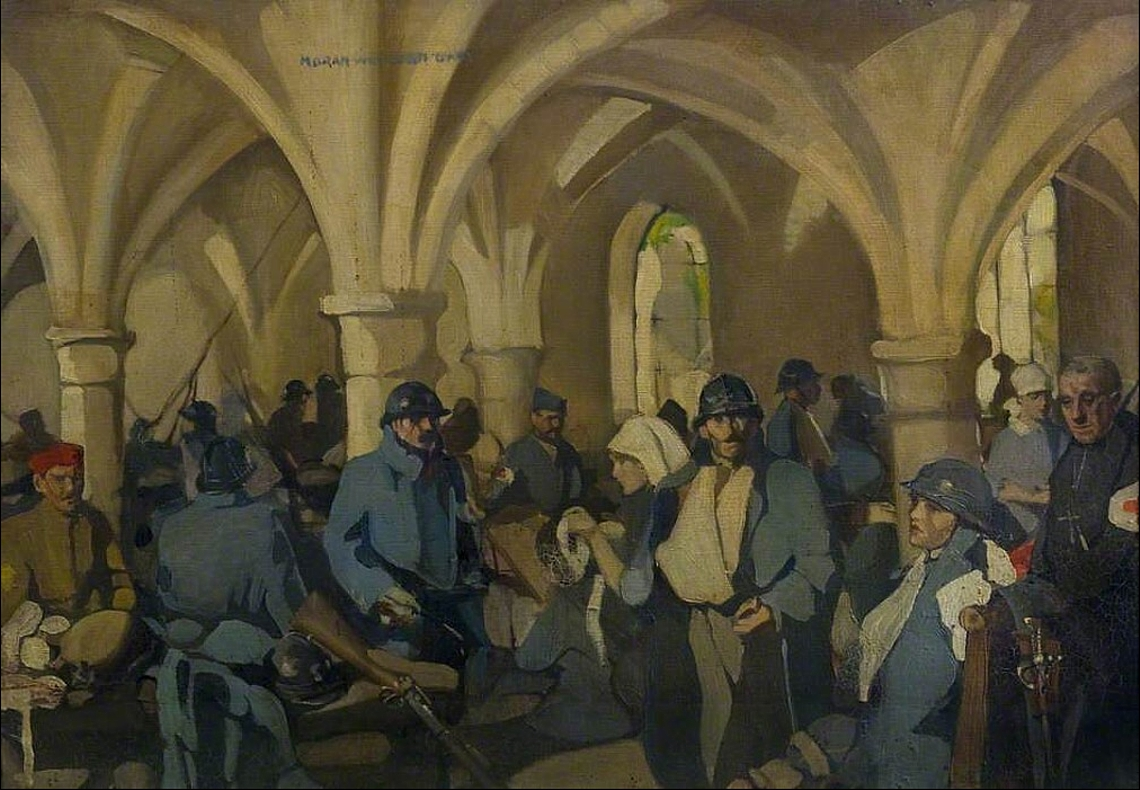
Госпиталь Оксилер (1918)
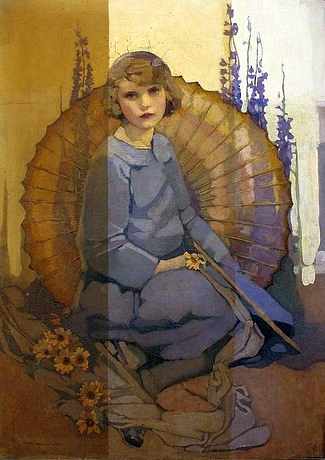
Портрет девочки
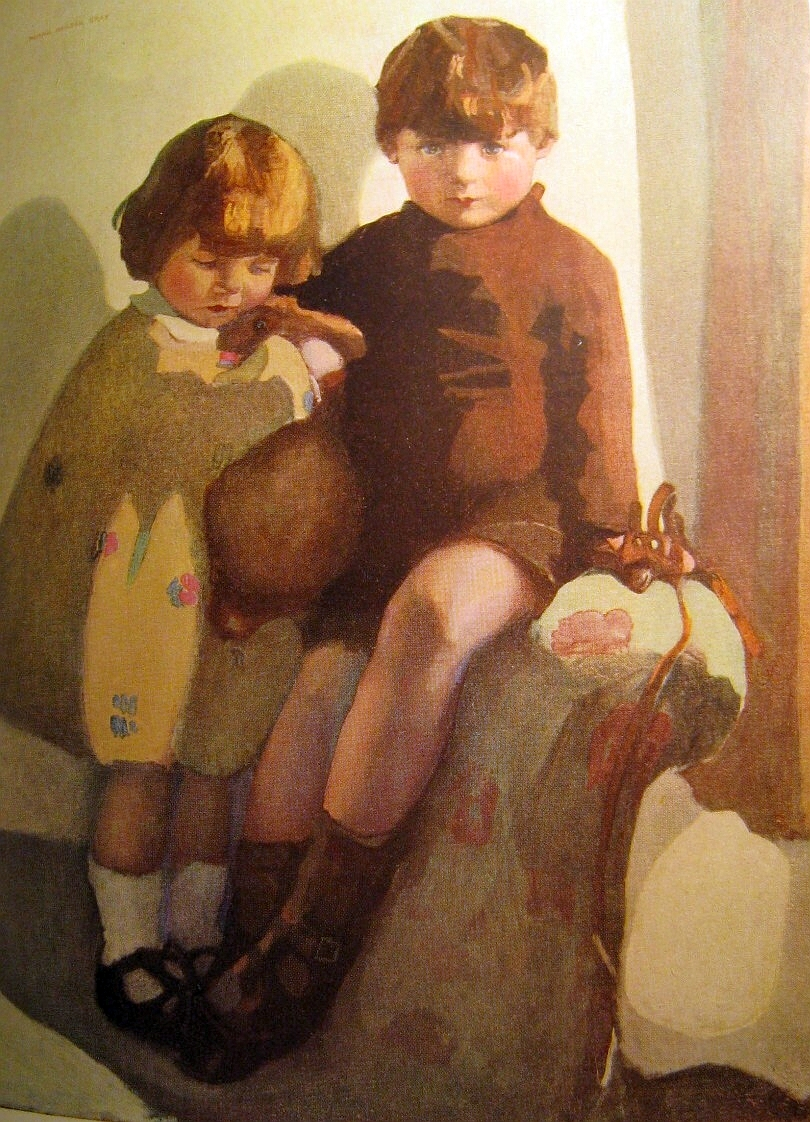
Иан и Розмари (акварель)
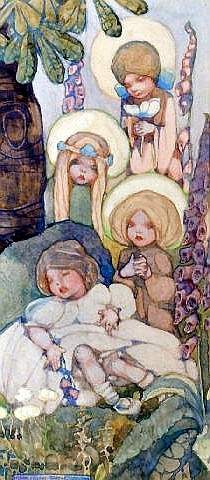
Спящие
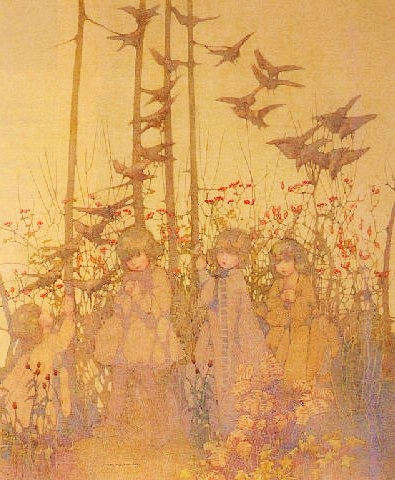
Четыре сестры (акварель)